# Zegar 24 sekund
Ten artykuł opisuje zagadnienie koszykarskie zgodne z normami FIBA.
Zasady w ligach NBA, NCAA lub innych mogą różnić się od tutaj przedstawionych.
Zegar 24 sekund – w koszykówce jest stosowany do obliczania czasu przeznaczonego na daną akcję. Zgodnie z zasadą 24 sekund drużyna ma łącznie 24 sekundy na przeprowadzenie całej akcji.

## Resetowanie zegara 24 sekund
Zegar 24 sekund od nowa zaczyna odliczać 24 sekundy po każdej akcji oraz gdy piłka dotknie obręczy kosza. Wyjątek stanowi sytuacja w której zawodnik wprowadzający piłkę z autu rzuca ją w ten sposób, iż dotyka obręczy. Ponieważ zegar 24 sekund nie został wtedy jeszcze uruchomiony, nie może zostać skasowany, a gra powinna być kontynuowana.
Jeśli piłka zatrzyma się między obręczą a tablicą kosza, zegar 24 sekund nie jest resetowany, lecz orzeczona zostaje sytuacja rzutu sędziowskiego.
Sygnał zegara 24 sekund informujący o upływie przeznaczonych na akcję 24 sekund nie zatrzymuje zegara gry ani samej gry. Gra jest przerywana dopiero po gwizdku sędziego potwierdzającym słuszność sygnału zegara 24 sekund.

## Zegar 24 sekund a rzuty wolne
Od roku 2012 zgodnie z przepisami gry w koszykówkę FIBA na czas wykonywania rzutów wolnych wygasza się zegar 24 sekund umieszczony nad koszem, aby nie rozpraszał zawodnika rzucającego.

## Błąd 24 sekund

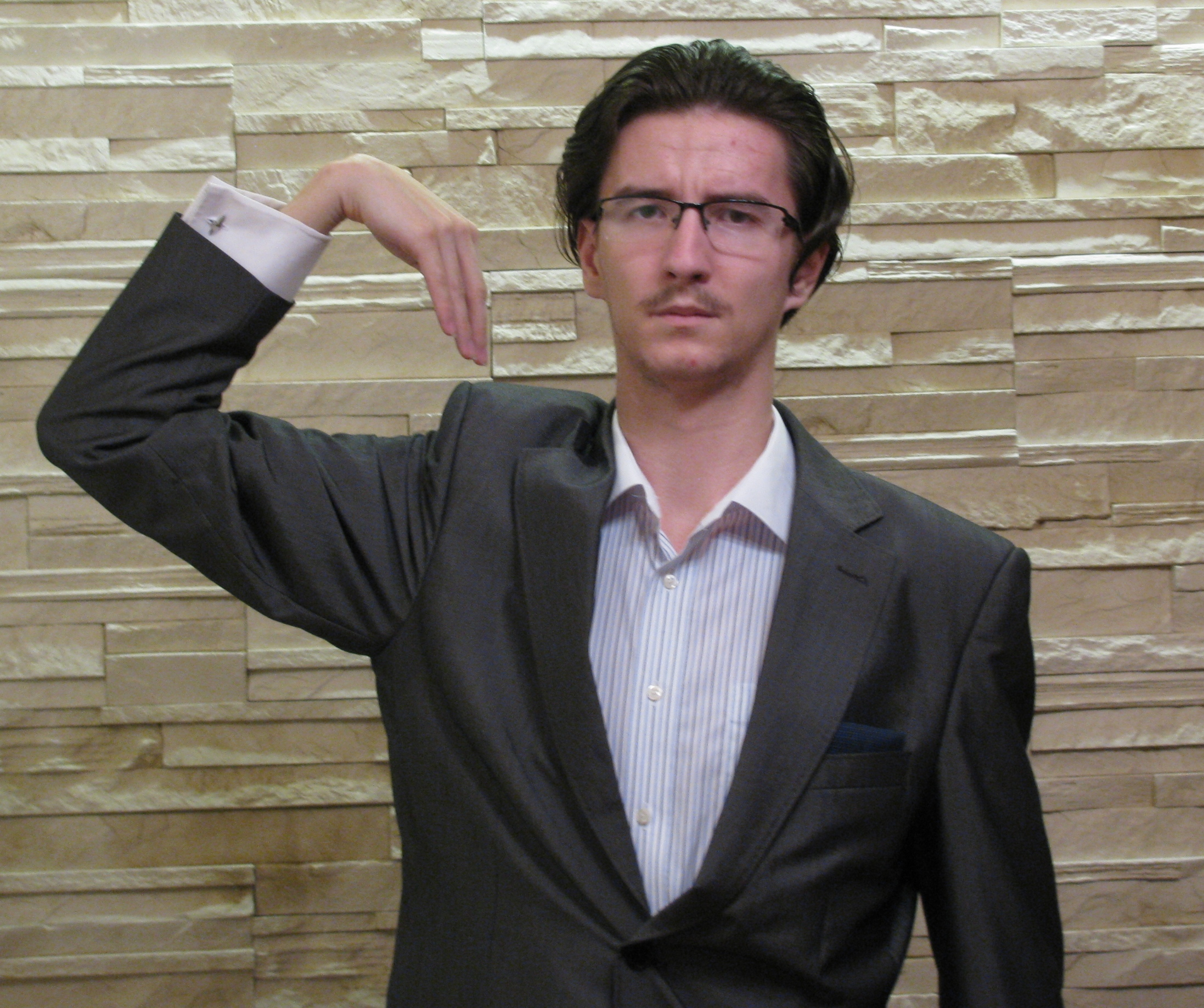
Wskazanie błędu 24 sekund

Błąd 24 sekund – w koszykówce, błąd polegający na nieoddaniu rzutu w kierunku kosza (z dotknięciem obręczy przez piłkę) przez 24 kolejne sekundy czystej gry podczas przeprowadzania akcji ofensywnej. Powoduje stratę piłki przez drużynę atakującą.
Sędzia sygnalizuje ten błąd poprzez dotknięcie palcami barku tej samej ręki.
Od roku 2003, jeśli sygnał zegara 24 sekund zabrzmi omyłkowo, gra powinna być kontynuowana.